# Galianthe latistipula
Galianthe latistipula är en måreväxtart som beskrevs av Elsa Leonor Cabral. Galianthe latistipula ingår i släktet Galianthe och familjen måreväxter. Inga underarter finns listade i Catalogue of Life.